# Tuur Houben
Tuur Houben (Sint-Truiden, 12 januari 1996) is een Belgisch voetballer die als aanvaller voor K. Velm VV speelt.

## Carrière
Tuur Houben maakte zijn debuut voor Oud-Heverlee Leuven in de Tweede klasse op 12 december 2014, in de met 2-2 gelijkgespeelde thuiswedstrijd tegen Antwerp FC. Hij kwam in de 80e minuut in het veld voor Ben Yagan. Hij speelde dit seizoen nog één wedstrijd, in de met 1-1 gelijkgespeelde uitwedstrijd tegen White Star Brussel. In de seizoenen 2015/16 en 2016/17 kwam hij niet in actie voor Leuven, en zijn contract werd in december 2016 ontbonden. In januari 2017 tekende hij een amateurcontract bij MVV Maastricht. Hij debuteerde voor MVV op 24 februari 2017, in de met 4-0 verloren uitwedstrijd tegen SC Cambuur. Hij speelde tweeënhalf jaar voor MVV, tot zijn contract in 2019 afliep en hij transfervrij naar Telstar vertrok. Hier speelde hij drie wedstrijden, tot hij in de winterstop zijn contract inleverde vanwege familieomstandigheden. Hij keerde terug naar België, waar hij bij Bocholter VV tekende.

### Statistieken
| Seizoen                  | Club                | Land           | Competitie             | Competitie | Competitie | Beker | Beker | Overig | Overig | Totaal | Totaal |
| Seizoen                  | Club                | Land           | Competitie             | Wed.       | Dlp.       | Wed.  | Dlp.  | Wed.   | Dlp.   | Wed.   | Dlp.   |
| ------------------------ | ------------------- | -------------- | ---------------------- | ---------- | ---------- | ----- | ----- | ------ | ------ | ------ | ------ |
| 2014/15                  | Oud-Heverlee Leuven | België         | Tweede Klasse          | 2          | 0          | 0     | 0     | 0      | 0      | 2      | 0      |
| 2015/16                  | Oud-Heverlee Leuven | België         | Eerste klasse          | 0          | 0          | 0     | 0     | –      | –      | 0      | 0      |
| 2016/17                  | Oud-Heverlee Leuven | België         | Eerste klasse B        | 0          | 0          | 0     | 0     | –      | –      | 0      | 0      |
| 2016/17                  | MVV Maastricht      | Nederland      | Eerste divisie         | 3          | 0          | 0     | 0     | 0      | 0      | 3      | 0      |
| 2017/18                  | MVV Maastricht      | Nederland      | Eerste divisie         | 32         | 2          | 0     | 0     | 2      | 0      | 34     | 2      |
| 2018/19                  | MVV Maastricht      | Nederland      | Eerste divisie         | 29         | 2          | 1     | 0     | –      | –      | 30     | 2      |
| 2019/20                  | Telstar             | Nederland      | Eerste divisie         | 3          | 0          | 0     | 0     | –      | –      | 3      | 0      |
| 2019/20                  | Bocholter VV        | België         | Tweede klasse amateurs | 4          | 2          | 0     | 0     | –      | –      | 4      | 2      |
| Carrièretotaal           | Carrièretotaal      | Carrièretotaal | Carrièretotaal         | 73         | 6          | 1     | 0     | 2      | 0      | 76     | 6      |
| Bijgewerkt op 2 mei 2020 |                     |                |                        |            |            |       |       |        |        |        |        |